# 日産・パラディン
パラディン（英語名：PALADIN、中国名：帕拉丁）は、中国にて鄭州日産汽車が生産し、日産ブランドで販売しているSUVである。東風ブランドでは姉妹車が奥丁（OTING）の車名で販売されている。

## 沿革

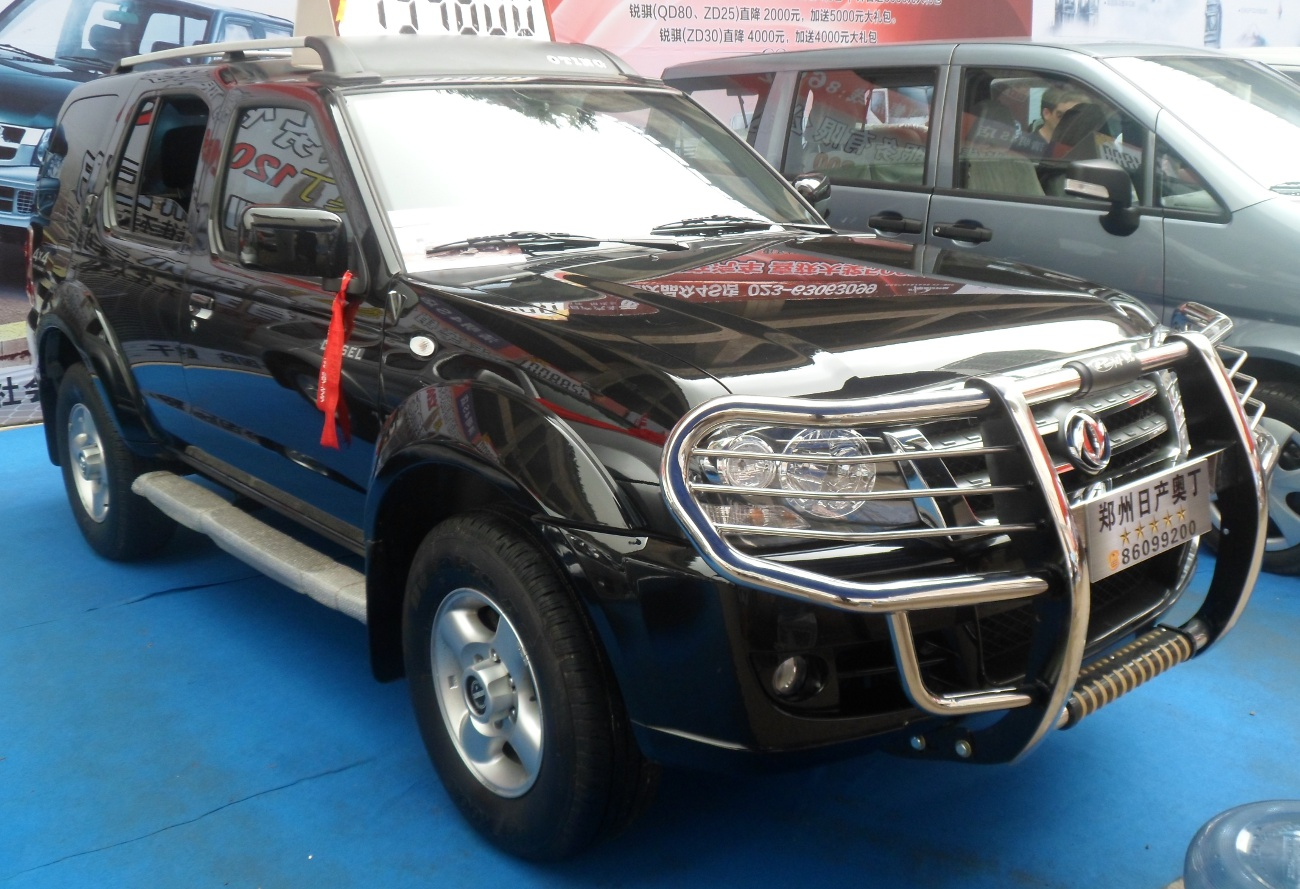
東風・奥丁

2002年6月5日
第7回北京モーターショーにて発表。1999年6月より北米にて販売しているエクステラ（WD22型）同様、D22型ダットサントラックをベースとする。車体形状はエクステラとほぼ同じであり、フロント回りのデザインはD22型フロンティア後期型とほぼ同じである。
2003年2月28日
発表。予約開始。直列4気筒DOHC KA24DE型およびV型6気筒SOHC VG33E型を搭載し、前者には5速MT、後者には4速ATが組み合わされる。
2003年3月29日
発売開始。
2007年9月6日
東風ブランドの姉妹車「奥丁」が発売開始。
- 東風・奥丁

## モータースポーツ
2004年1月1日-1月18日
第26回ダカール・ラリーに参戦。総合57位の成績を収めた。
2004年12月31日-2005年1月16日
第27回ダカール・ラリーに参戦。3台が完走を果たし、それぞれ19位、44位、56位の成績を収めた。
2005年4月
上海モーターショーにダカール・ラリー参戦車両を出展。
2005年12月31日-2006年1月15日
第28回ダカール・ラリーに参戦。385番と374番の車両がそれぞれ19位と43位の成績を収めた。

## 車名
「パラディン(PALADIN)」は、中世ヨーロッパ諸国において一定の高位にある騎士を意味する。